# Carlanstown
Carlanstown (en irlandais, Droichead Chearbhalláin) est un village et un townland dans le comté de Meath, en Irlande.
La localité est située à environ 4 km au nord-est de la ville de Kells sur la route N52. Au recensement de 2016, le village comptait 664 habitants.
La rivière  Moynalty, qui coule au sud du village, est enjambée par le pont Carlanstown qui date de 1800 environ.
L'école primaire publique locale, Scoil Mhuire Carlanstown, a été construite vers 1940.